# František Schwarzkopf
František Schwarzkopf (25. května 1927, Praha - 28. srpna 1987, Lahr) byl český volejbalista, který reprezentoval Československo. S jeho reprezentací získal titul mistra světa v roce 1956 a titul mistra Evropy v roce 1955. Krom toho je držitelem stříbra ze světového šampionátu v roce 1949. Za reprezentaci nastupoval v letech 1948-1957. Hrál za Spartu Praha, ÚDA Praha a Dynamo Slavia Praha. S ÚDA byl dvakrát mistrem Československa (1954, 1955).
S volejbalem se seznámil ve třinácti letech v trampské osadě Tornádo u Mokropes. Jeho tamní spoluhráči ho přivedli do Sparty. Během německé okupace byl v červenci 1943 uvězněn v internačním táboře v Bystřici u Benešova, jež byl určen pro děti z "rasově" smíšených manželství (jeho otec byl Žid). Na začátku května 1945 z tábora uprchl - společně s pozdějším známým hercem Milošem Kopeckým - a do konce války se oba ukrývali v Praze. Jeho otec zahynul v roce 1943 v koncentračním táboře Osvětim. Po válce František vystudoval Lékařskou fakultu Univerzity Karlovy (doktorát získal roku 1952) a poté se věnoval lékařské praxi v nemocnicích v Jablonci, Tanvaldu a pražských Vysočanech, souběžně se svou volejbalovou kariérou. Tu ukončil roku 1957, poté se věnoval hlavně lékařství (stal se primářem chirurgického oddělení ve Vysočanech), ale pro zábavu hrál ještě volejbal v místě svého bydliště za Slovan Penicilin Roztoky. Až do roku 1964 zde byl hrajícím trenérem a vytáhl tým až do 2. ligy. Okupace Československa roku 1968 ho zastihla na dovolené v Itálii, kde se rozhodl pro emigraci. Žil nějaký čas ve Vídni, poté se usadil v Lahru u Freiburgu, kde se nakonec stal přednostou anesteziologicko-resuscitačního oddělení. Po jeho smrti syn a manželka přivezli jeho popel do vlasti a rozptýlili ho na loučce hřbitova na Malvazinkách, za přítomnosti řady jeho volejbalových spoluhráčů.